# Jens William Kruse
Jens William Kruse (født, 1775 i København, døbt 19. juni, død 16. februar 1823 sammesteds) var en dansk skuespiller. Han var svigerfar til Jørgen Roed.
Han debuterede 25. april 1797 på Det kongelige Teater som smeden Bastian i De forliebte Haandværksfolk og fik snart et meget omfattende repertoire. Han karakteriserede i brede linjer både komiske og tragiske figurer, myndige prælater i dramaet og dumme tjenere eller naragtige gamlinge i komedien, og syngestykket var hans speciale. Han optrådte sidste gang 10. maj 1821 som poeten i Barselstuen.
Han var en sammensat kunstnernatur, tidlig forfalden, grov i sin optræden og uden forbindelse med det intellektuelle liv; i dansk teaterhistorie er han et eksempel på, at den medfødte sceniske begavelse kan gøre sig gældende med adel og vælde, selv om den bor i en ukultiveret personlighed. 